# Tychicus
Tychicus (altgriechisch Τύχικος) ist ein im Neuen Testament erwähnter früher Christ. Er tritt dort als Begleiter des Apostels Paulus auf.
Die Apostelgeschichte (Apg 20,4 ) berichtet, dass die Heimat des Tychicus die Provinz Asia war. Die Stelle dokumentiert außerdem, dass Tychicus Paulus auf seiner dritten Missionsreise begleitet hat. Dass Tychicus ein enger Vertrauter des Paulus war, ist durch die Erwähnung des Tychicus im Kolosserbrief (Kol 4,7 ), im Epheserbrief (Eph 6,21 ), im 2. Timotheusbrief (2 Tim 4,12 ) und im Titusbrief (Tit 3,12 ) belegt. Dem Bibeltext zufolge wurden der Kolosser- und der Epheserbrief von Tychicus selbst an die entsprechenden Christengemeinden überbracht. Auch in Rom war Tychicus, den Paulus seinen „lieben Bruder, treuen Diener und Mitknecht im Herrn“ nennt, an dessen Seite.
Über das spätere Schicksal des Tychicus ist nichts Sicheres bekannt. Mehrere Städte beanspruchen ihn aber als einen ihrer frühen Bischöfe, so Chalcedon, Kolophon und das zyprische Neapolis (Limassol). In einer Schrift aus dem 7. Jahrhundert über den Heiligen Auxibius wird berichtet, dass Herakleidios als Erzbischof von Zypern Tychicus zum Bischof von Neapolis eingesetzt habe. Tychicus wird als Heiliger verehrt; sein Gedenktag ist der 29. April.